# خانه آزادمنش
خانه آزادمنش مربوط به اوایل دوره پهلوی است و در کاشان، خیابان ملافتح ا محله صدره و سرفزه واقع شده و این اثر در تاریخ ۲۸ اسفند ۱۳۸۵ با شمارهٔ ثبت ۱۸۷۵۸ به‌عنوان یکی از آثار ملی ایران به ثبت رسیده است.